# Something to Say

Something to Say est le troisième album studio de Joe Cocker, sorti en 1972 en Europe sous le titre Something to Say sur Cube Records, et aux États-Unis sous le nom de Joe Cocker sur A & M Records. Il contient le single High Time We Went, sorti en été 1971.
Cet album marque le changement de direction du chanteur vers un style plus jazzy et blues. L'album atteint le numéro 30 dans les charts américains. Cependant, bien qu'il ait reçu une réponse positive de la presse, il n'a fait aucune impression sur les charts britanniques et européennes.
Joe Cocker a écrit les paroles de six chansons ; cinq ont été écrites avec le claviériste Chris Stainton entre 1969 et 1972 ; Something To Say a été écrite avec Peter Nichols. L'un de ses titres, Woman to Woman, a été à la base de la pièce à succès California Love de Tupac Shakur. L'album, rebaptisé Something to Say, fut à nouveau publié sur CD en 1990 par Castle Communications et en 1998, une édition remastérisée de l'album a été publiée dans le monde entier sur A & M Records. Alan White, futur batteur pour Yes, joue sur cet album aux côtés de Jim Keltner, après avoir figuré sur Live Peace in Toronto 1969, Imagine et Some Time in New York City de John Lennon, puis sur All Things Must Pass de George Harrison. Conrad Isidore a joué avec Steve Stills et Hummingbird, entre autres. Le percussionniste Rebop Kwaku Baah est connu pour son travail avec Traffic et le groupe allemand Can.

## Titres
Paroles et musique : Joe Cocker et Chris Stainton, sauf autres indications.
1. Pardon Me Sir 3:37
2. High Time We Went 4:25
3. She Don't Mind 3:13
4. Black-Eyed Blues 4:37
5. Something to Say 5:00
6. Midnight Rider (Gregg Allman)  4:00
7. Do Right Woman (live) (Dan Penn, Chips Moman) 7:00
8. Woman to Woman 4:26
9. St. James Infirmary Blues (live) (Frey Assunto) 6:10

## Personnel
- Joe Cocker : Chant
- Neil Hubbard : Guitares
- Allan Spenner : Basse
- Chris Stainton : Piano, orgue
- Jim Horn : Saxophone (7, 9)
- Fred Scerbo : Saxophone
- Milton Sloane : Saxophone
- Rick Alfonso : Trompette
- Jim Keltner : Batterie
- Alan White : Batterie
- Conrad Isidore : Batterie (7, 9)
- Rebop Kwaku Baah : Congas (7, 9)
- Felix Falcon : Percussions
- Gloria Jones, Viola Wills, Virginia Ayers, Beverly Gardner : Choristes